# Ewa Mrukwa-Kominek
Ewa Izabela Mrukwa-Kominek (ur. 2 grudnia 1963 w Wodzisławiu Śląskim) – polska okulistka, profesor medycyny.

## Życiorys
Pochodzi z Wodzisławia Śląskiego – dzielnicy Radlin II. Ukończyła Liceum Ogólnokształcące im. 14 Pułku Powstańców Śląskich w Wodzisławiu Śląskim.
Dyplom lekarski, doktorat i habilitację zdobyła na Śląskiej Akademii Medycznej (od 2007 roku Śląski Uniwersytet Medyczny). Zaczynała jako asystent w Katedrze i Zakładzie Fizjologii ŚAM. W 1990 roku została zatrudniona w Samodzielnym Publicznym Szpitalu Klinicznym nr 5 w Katowicach (obecnie Uniwersyteckie Centrum Okulistyki i Onkologii w Katowicach), gdzie pracuje do dziś.
Jest kierownikiem Katedry Okulistyki ŚUM. Pełni także funkcję kierownika Odcinka IV Oddziału Okulistyki Dorosłych w Uniwersyteckim Centrum Okulistyki i Onkologii w Katowicach. W SPSK nr 5 pełniła krótko także funkcje naczelnego lekarza oraz wicedyrektora.
Stopień doktorski uzyskała w 1996 roku na podstawie rozprawy „Leczenie schorzeń zapalanych rogówki o różnej etiologii laserem excimer”. Habilitowała się w 2007 roku na podstawie dorobku naukowego i pracy pod tytułem „Zastosowanie fotokeratektomii terapeutycznej w leczeniu dystrofii, degeneracji i erozji nawrotów rogówki”. W 2013 roku został jej nadany tytuł naukowy profesora nauk medycznych.
W 2012 okuliści z Uniwersyteckiego Centrum Okulistyki i Onkologii pod kierunkiem E. Mrukwy-Kominek jako pierwsi w Polsce wszczepili sztuczną, bioanalogiczną soczewkę wewnątrzgałkową u pacjenta z zaćmą. Soczewka bioanalogiczna to nowa generacja wszczepianych soczewek, która dzięki strukturze hydrożelowej potrafi dobrze naśladować naturalną akomodację oka (widzenie do bliży i dali).

## Członkostwo w organizacjach
Jest członkiem Polskiego Towarzystwa Okulistycznego. W ramach PTO działa w kilku sekcjach (m.in. rogówkowej, jaskry, wszczepów i chirurgii refrakcyjnej oraz alergologii), a w 2010 roku weszła w skład zarządu PTO.
Ponadto jest członkiem m.in.: Polskiego Towarzystwa Fizjologicznego (od 1988), Polskiego Towarzystwa Lekarskiego (od 1989), Polskiego Towarzystwa Alergologicznego (od 2012) – oraz towarzystw zagranicznych: Amerykańskiej Akademii Okulistyki, International Society of Refractive Surgery (od 1993), Deutsche Ophthalmologische Gesellschaft (od 2002), Societe Français d’Ophthalmologie (od 2006) oraz Cornea Society (od 2011).
W kadencji 2014-2015 była członkiem zarządu (Co-Opted Board Member) Europejskiego Stowarzyszenia Chirurgów Refrakcyjnych i Zaćmy (ang. European Society of Cataract and Refractive Surgeons).
Wraz z Iwoną Grabską-Liberek jest polskim delegatem PTO w sekcji okulistyki European Union of Medical Specialists (UEMS).

## Badania i publikacje
Jest recenzentem i autorką prac publikowanych m.in. w „Ophthalmic Epidemiology", „Klinice Ocznej", „Okulistyce" oraz „Kontaktologii i Optyce Okulistycznej". Od 2006 roku jako jedyna osoba z Polski zasiada w radzie doradczej (Editorial Advisory Board) czasopisma „Cataract Refractive Surgery Today Europe". Jest także członkiem rady naukowej wydawanego od marca 2014 roku kwartalnika naukowego „OphthaTherapy. Terapie w Okulistyce”.
Zainteresowania badawcze E. Mrukwy-Kominek dotyczą m.in. takich zagadnień jak: rogówka i powierzchnia oka, chirurgia refrakcyjna, jaskra, schorzenia siatkówki, alergiczne choroby oczu oraz zwyrodnienie plamki żółtej.

## Odznaczenia
- Brązowy Krzyż Zasługi (2016)[15]